# Masacrul de la Siculeni
Masacrul de la Siculeni (în latină Siculicidium „uciderea de secui”, în maghiară Madéfalvi veszedelem) a fost o execuție în masă organizată în anul 1764 de către armata austriacă, împotriva secuilor rebeli, care s-au împotrivit interzicerii privilegiilor soldaților regimentelor grănicerești secuiești ale graniței militare transilvane. Acțiunea a fost ordonată de curtea imperială de la Viena. Cu executarea ordinului a fost însărcinat generalul Adolf Nikolaus von Buccow, guvernatorul imperial al Transilvaniei, care, după refuzul secuilor, și-a dat demisia. Locul lui a fost luat de generalul conte Josip Siskovics care, în seara zilei de 7 ianuarie 1764 (ajunul Crăciunului Ortodox), a înconjurat cu trupele localitatea Mádéfalva (azi Siculeni) și a atacat cu artileria pe secuii adunați acolo, pentru a protesta contra înrolării forțate.
După acest eveniment a urmat o emigrare în masă a secuilor la est de Carpați, în zona comunităților de ceangăi din Moldova și în zona Bucovinei.

## Context
În octombrie 1761 generalul Adolf von Buccow a înaintat Curții imperiale de la Viena un proiect pentru înființarea în Transilvania a patru regimente secuiești, dintre care trei de infanterie și unul de cavalerie, precum și a trei regimente românești, dintre care două de infanterie și unul de cavalerie. În aprilie 1762 Maria Terezia a Austriei l-a desemnat pe Buccow cu puteri depline în organizarea acestor regimente, care se situau în zona Scaunelor secuiești, Țării Făgărașului, Hunedoarei și Scaunelor săsești. În urma complicațiilor apărute pe parcursul organizării regimentelor, numărul lor a fost micșorat cu câte o unitate. În zona Secuimii exista o bază constituțională a măsurii, prin faptul că obligația secuilor de a îndeplini serviciul militar fusese reafirmată în Diploma Leopoldinum din 1691. În cazul regimentelor de grăniceri române, autoritățile au renunțat la o astfel de justificare legală. Regimentele de frontieră aveau să nu mai fie atât de costisitoare ca antecedentele desființate și urmau să nu se mai bazeze pe modelul tradițional al serviciului militar, prin care se asigurau privilegii pentru secui. Era în schimb o variantă târzie, dar învechită a forței militare care înlocuise mercenarii în aceste regiuni mai puțin dezvoltate ale Europei, metodă care de altfel fusese instituită mult mai devreme și în Regatul Ungariei. Astfel, s-a început constituirea acestor regimente concomitent în Bistrița-Năsăud, locuit predominant de români, și în zona Scaunelor secuiești, locuite predominant de secui.
Secuii au solicitat, în schimb, repunerea lor în vechile libertăți, ce constau în autonomie administrativă și judecătorească, scutire de impozite și altele. Pe parcursul negocierilor au amenințat adesea cu emigrarea în masă în Moldova. Cauzele opoziției secuilor se aflau în statutul juridic și politic pe care le-au avut aceștia de-a lungul Evului Mediu în Transilvania, atât în epoca voievodatului, cât și în cea a principatului. Chiar dacă libertățile lor politice fuseseră încălcate de mai multe ori, conflictul cu autoritățile degenerând în răscoale, conștiința statutului lor era încă adânc înrădăcinată, în ciuda eforturilor autorităților habsburgice de a impune o nouă ordine în Transilvania. De-a lungul secolelor, secuii prestaseră astfel sarcini militare la granița sud-estică, în schimbul unor libertăți politice.
Românii din zona Năsăud manifestau de mult timp o stare de nemulțumire împotriva autorităților din Bistrița, pentru că aceștia din urmă îi tratau drept șerbi, iar în același timp cereau aceleași drepturi de care se bucurau sașii. Buccow le-a promis cu această ocazie libertatea, dacă se înscriau în regimente, inițial existând o creștere de voluntari. De asemenea, românii au aderat și la Biserica Română Unită cu Roma, o precondiție a serviciului în paza frontierei din această regiune, deși unii au refuzat convertirea. Rezistența românilor la înființarea regimentelor s-a simțit mai ales în regiunea Năsăudului, unde au fost necesare câteva arestări și patru execuții.
Istoricul David Prodan a menționat faptul că rezistența secuilor la înființarea regimentelor secuiești a fost mult mai mare decât cea a românilor.

## Preludiu

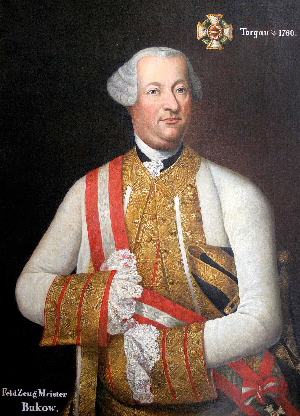
Adolf Nikolaus von Buccow, comandant militar și guvernator al Transilvaniei

În schimbul înrolării în trupele de grăniceri, secuii și-a expus dorința restabilirii vechilor privilegii și au solicitat garanții precum că vor fi tratați în conformitate cu legile lor tradiționale și că nu vor trebui să servească în afara Transilvaniei. Recrutarea în zonele cu secui s-a desfășurat parțial în mod voluntar, parțial prin forță. La începutul lunii septembrie 1762, o mișcare de protest a izbucnit în Scaunul Odorhei, unde oamenii au evitat recrutorii sau au refuzat în mod deschis să se înscrie, mai întâi într-o serie de sate, apoi chiar în centrul urban Odorhei și în alte localități privilegiate (Vlăhița și Zetea). Buccow s-a îndreptat spre Odorhei, unde populația scaunului s-a adunat pe câmpurile din Szombatfalva, un fost sat înglobat ulterior în Odorheiu Secuiesc. Când ofițerii recrutori au insultat câțiva săteni, și austriecii și-au dat seama că respectiva confruntare avea să capete o întorsătură violentă, Buccow a părăsit orașul fără să-și fi îndeplinit sarcina. Deși a recurs la măsuri punitive, soldații imperiali fiind trimiși pentru a-i găsi pe liderii protestatarilor, iar căpitanul scaunului Odorhei a fost amenințat, locuitorii au refuzat să se conformeze. Încă de la începutul tulburărilor din mijlocul secuilor, preoții catolici István Beke din parohia Delnița și Péter Zöld din parohia Leliceni au avut un rol important în derularea evenimentelor.

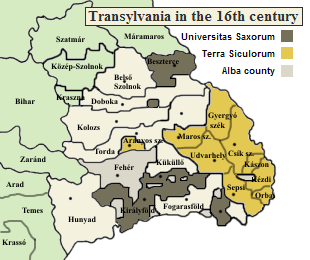
Gyergyószék și Csíkszék (la nord-est, secolul al XVI-lea).

În zona fostelor scaune Gyergyószék⁠(hu)[traduceți] (Gheorgheni) și Csíkszék (Ciuc), unde Buccow a efectuat o vizită în octombrie 1762, rezultatele au fost puțin mai favorabile, dar în continuare acesta mai avea încă speranțe că lucrurile se vor îndrepta. Când secuii din Gyergyószék au fost chemați să se înscrie, aceștia au revenit cu cererile lor anterioare privind restabilirea privilegiilor și garanții contra serviciului în străinătate, cu o solicitare ca unitățile lor să fie conduse de ofițeri secui. De asemenea, aceștia au cerut să vadă decretul regal care instituia paza la frontieră. Văzând că cererile nu sunt respectate, aceștia au intrat în reședința lui Buccow cu intenția de a-l omorî în bătaie. La intervenția magistratului János Bornemissza, Buccow a fost salvat din mulțime. În cele din urmă doar puțini secui s-au înscris în regimentele de frontieră. La Miercurea Ciuc, Buccow a fost adăpostit în Castelul Mikó, în timpul negocierilor purtate cu voluntarii care s-au înscris benevol. Cererile lor au rămas aceleași cu cele formulate anterior, iar generalul a decis la scurt timp ca voluntarii să renunțe a mai sluji în regimentele de grăniceri și să predea echipamentul. Cu toate acestea, secuii au returnat doar o parte din echipament, păstrând armele de foc, susținând că acestea erau o compensație pentru dezarmarea de după anul 1711. În mod similar, în zona Trei Scaune majoritatea voluntarilor au refuzat să depună jurământul și au fost somați de Buccow să se elibereze din regimente în timp util.
În continuare oficialii locali și alți nobili au protestat în mod repetat împotriva abuzurilor comise de ofițerii austrieci. La o adunare generală a Scaunului Ciucului din ianuarie 1763, oficialii s-au trezit înconjurați de disidenți înarmați care au cerut rambursarea taxelor pe care le plătiseră în cei douăzeci și patru de ani precedenți, precum și a contribuției lor la construirea unor cazărmi și altor lucrări publice. Ajutorul fiindu-le refuzat din partea comandantului militar al orașului Miercurea Ciuc, Carato, oficialii secui s-au simțit obligați să ofere garanții că cerințele vor fi satisfăcute. Cu toate acestea, grănicerii au început să nu-și mai îndeplinească unele sarcini. Secuii care nu s-au înscris în regimentele de frontieră, vizați de autorități, în prima jumătate a anului 1763 au ales să plece în Moldova.
Luând în considerare dificultățile, guvernul a încercat să găsească o abordare mai realistă a organizării regimentelor. La 6 ianuarie 1763 regina Maria Terezia a decretat ca recrutarea să fie limitată la voluntari, dar a continuat să respingă cererile secuilor. La sfârșitul lunii, o comisie civilă militară comună condusă de aristocratul secui, generalul Antal Kálnoki, a fost trimisă de Buccow pentru a calma spiritele din Scaunul Ciuc și Trei Scaune (Háromszék). S-a reușit acest lucru în Ciuc. Între timp, guvernul imperial l-a scutit pe Buccow de sarcina organizării regimentelor.

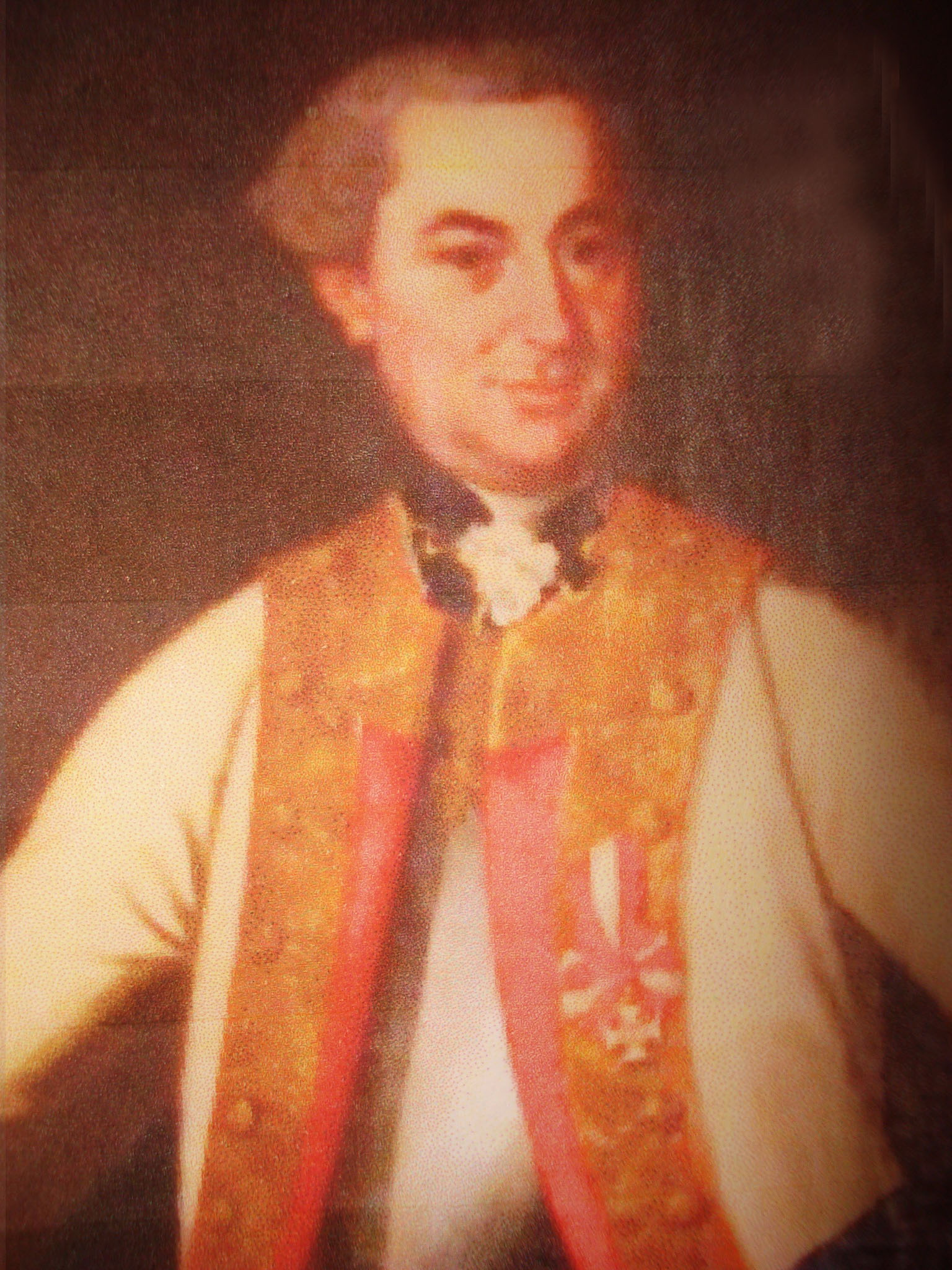
Generalul Josip Siskovics, cel care a ordonat armatei să atace la Siculeni

Generalul Josip Siskovics a sosit în luna martie pentru a continua activitatea. Acesta a adoptat a atitudine imparțială și a concluzionat că influențele negative se datorau atât nobilimii, precum și unor oficiali locali, precum și metodelor forțate de recrutare și faptului că aristocrații ardeleni nu fuseseră recrutați. El nu a reușit să obțină demiterea lui Buccow din funcția de comandant-șef, dar la începutul lunii mai acesta din urmă a fost chemat la Viena, iar regina a încredințat organizarea lui Siskovics, precum și unor consilieri importanți ai Guberniului, János Lázár și Miklós Bethlen.
Ulterior au apărut probleme suplimentare în vara anului 1763, când mai mulți secui au început să se organizeze și s-a propus chiar convocarea unei adunări naționale a acestora. La 8 octombrie 1763, Maria Tereza a promulgat un brevet prin care a definit statutul juridic al grănicerilor. De asemenea, s-a decis impunerea serviciului militar. Curtea urma să plătească salariile, obligația fiscală urma să fie redusă cu o treime pe timp de pace și suspendată pe timp de război, iar serviciul public urma să se limiteze la construcția drumurilor. Câteva zile mai târziu, regina i-a permis lui Buccow să se întoarcă la postul său în Transilvania cu condiția ca, cel puțin provizoriu, să nu se mai implice în organizarea regimentelor. În aceeași perioadă, preotul Péter Zöld a fost chemat de către episcopul Antal Bajtay la Sibiu, unde a fost arestat și încarcerat din cauza implicării în agitațiile care avuseseră loc împotriva înființării regimentelor de graniță. După 10 zile de arest, episcopul l-a eliberat și l-a transferat în parohia Feneș din comitatul Alba, pentru a fi scos din mijlocul secuilor, însă acesta s-a întors la parohia pe care o avusese anterior în îngrijire, Leliceni. În decembrie 1763, comitetul s-a deplasat în zona Ciucului, iar Siskovics și asociații săi au purtat discuții cu comitetul de organizare și au solicitat asistență militară, deoarece se raportaseră câteva mii de protestatari, jumătate înarmați cu puști și restul cu topoare și bâte.

## Desfășurarea masacrului

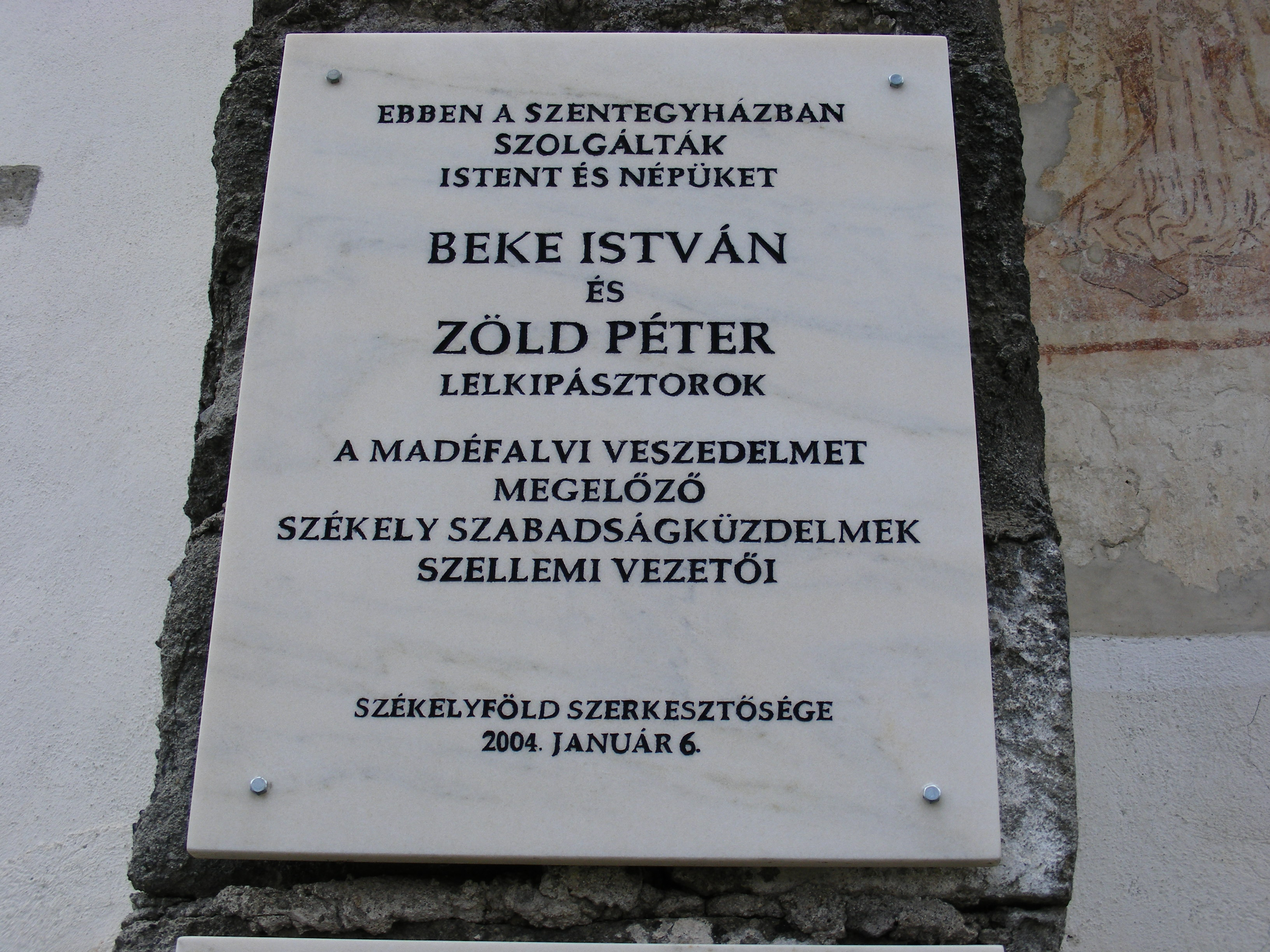
Placă comemorativă în cinstea preoților Péter Zöld și István Beke, aflată pe zidul Bisericii „Sf. Ioan” din Delnița

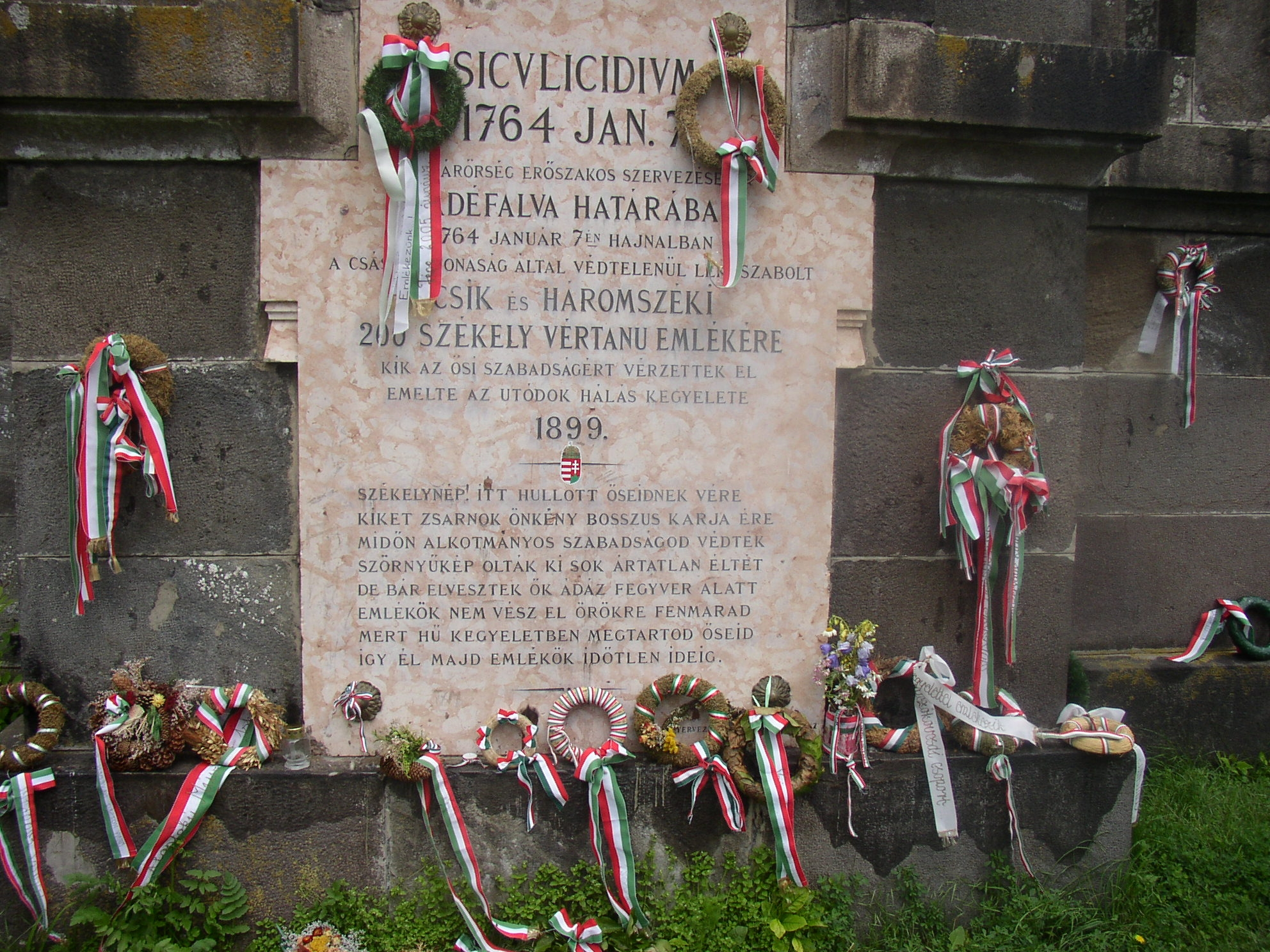
Inscripția de pe monument

În preajma sărbătorii de Crăciun din anul 1763, sub conducerea parohilor de Leliceni și Delnița, Péter Zöld și respectiv István Beke, bărbații mobilizabili din Scaunul Ciucului s-au adunat într-o pădure cu intenția de a protesta împotriva înrolării forțate, refugiindu-se în același timp și de comisia de recrutare. Li s-au alăturat secui din Trei Scaune în 5 ianuarie 1764. Cu toții s-au strâns la Siculeni, cu intenția de a purta de acolo negocieri cu comisia de înrolare. Rezistența a cedat însă în 5 ianuarie, când din cauza frigului insuportabil, a lipsei de hrană și a amenințărilor militarilor austrieci, secuii au fost nevoiți să coboare în sat, intrând în Siculeni. Ca represalii, peste două zile comisia de recrutare a ordonat un atac neașteptat asupra întregului sat. În data de 7 ianuarie 1764 satul Siculeni a fost înconjurat de trupe austriece, conduse de colonelul Carato, la rândul său sub ordinele generalului Josip Siskovics, care i-au atacat pe secui cu tunurile. Trupele, cu un efectiv de aproximativ 1.300 de soldați, nu au întâmpinat nicio rezistență armată.
Au fost uciși peste 200 de secui și alte câteva sute au fost arestați. Numărul exact al victimelor este necunoscut, dar cu siguranță au fost mult mai mulți decât 177, cum s-a specificat într-un raport oficial. În istoriografia veche sunt precizați între 200 și 600 de victime. Circa 45 dintre ei, majoritatea din Trei Scaune, au fost înmormântați la marginea satului într-o groapă comună. Locul respectiv a fost marcat de mai multe cruci în secolele XVIII-XIX. Prima a fost ridicată tocmai de austrieci, având inscripția „mândria frântă a secuilor”. Aceasta a fost îndepărtată în 1783, iar în 1789 Zsuzsanna Cserey a montat o cruce dedicată Maicii Domnului, pe mormântul victimelor. Monumente noi au fost amplasate apoi în 1878 de András Részeg și soția sa, iar altele în 1885 de către Péter Szabó.

## Urmări

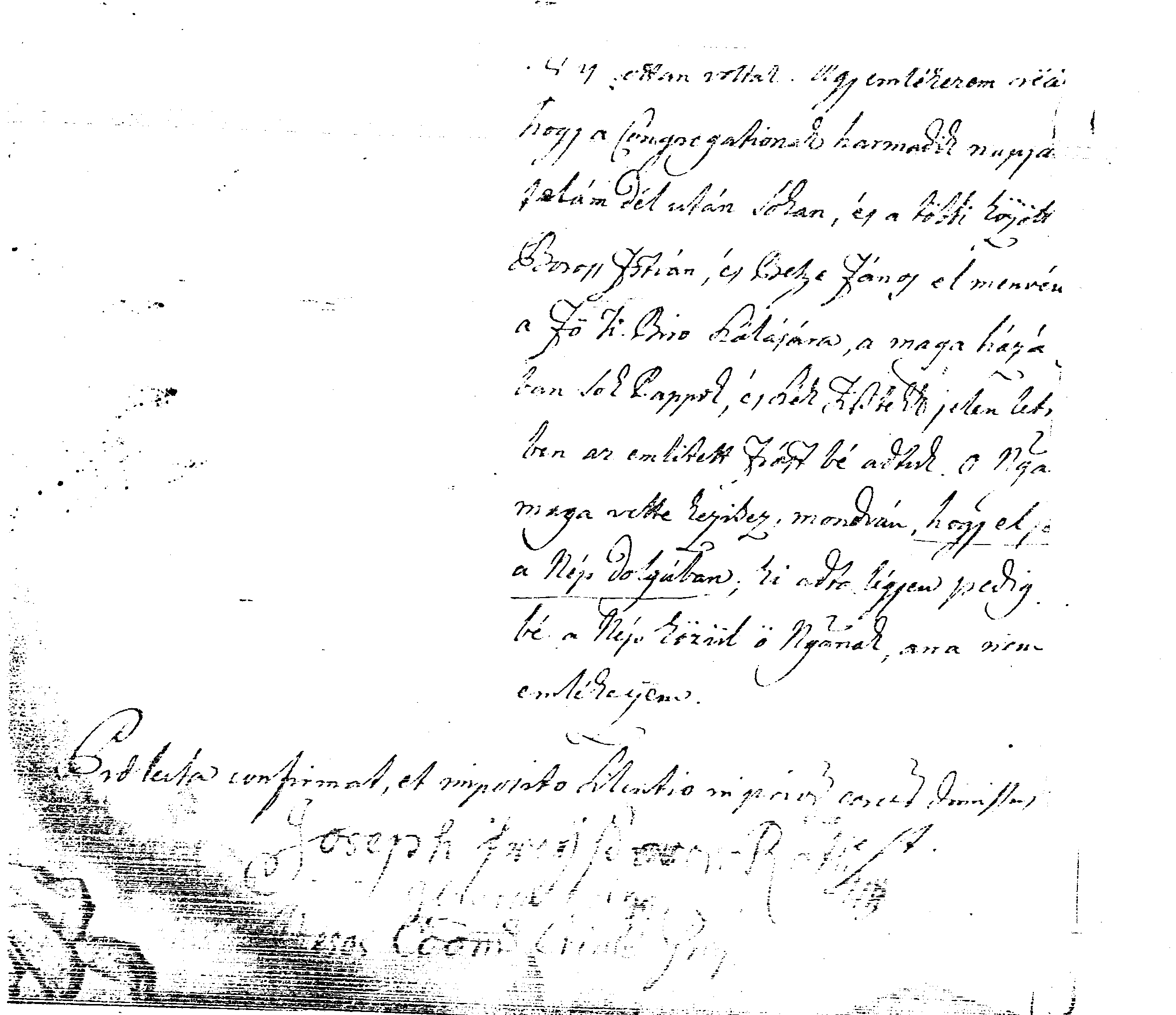
Penultima pagină a documentului privind investigarea organizării și desfășurării răscoalei, semnată de baronul Joseph Roth, președintele Comisiei de investigații criminale

A fost instituită o comisie criminală cu scopul investigării circumstanțelor în care a fost organizată și s-a desfășurat răscoala. Această acțiune a eliminat opoziția față de înființarea regimentelor de grăniceri. În decurs de zece săptămâni, regimentele secuiești de grăniceri au fost înființate. La rândul lor, regimentele românești au fost înființate într-o manieră mai puțin violentă.
Instituirea regimentelor de frontieră românești a adus câteva progrese în educația românilor transilvăneni, precum înființarea de școli latino-germane la bazele regimentelor din Năsăud (II) și Orlat (I), iar pentru fiecare companie a regimentului al doilea românesc s-a asigurat câte o școală.
De-a lungul timpului, regimentele secuiești și cele românești au avut un caracter divergent datorită educației oferite. Această nouă instituție a amenințat autonomia satelor secuiești, precum și drepturile de care se bucurau anterior grănicerii secui. Înalta comandă a regimentului se putea implica în selecția magistraților locali, grănicerii aveau nevoie de consimțământul ofițerilor lor pentru a se putea căsători, nu puteau asista la ceremonii funerare și altele. Ofițerii au împiedicat educația în zona de frontieră. Comunitățile au putut rezista acestor noi reglementări, care nu întotdeauna au fost aplicate pe plan local.
La începutul anului 1764 cei doi preoți care au condus răscoala, István Beke și Péter Zöld, au fost convocați la scaunul episcopal. István Beke s-a prezentat, dar Péter Zöld a invocat până în luna aprilie mai multe pretexte, inițial boală, apoi altele. În arestul episcopiei s-a sfătuit cu Beke și împreună au evadat pe 13 aprilie. István Beke s-a întors în detenție iar Zöld a fugit în Moldova pe 29 aprilie 1764. După câteva săptămâni, episcopul a trimis o scrisoare principelui Moldovei pentru a-i cere extrădarea fugarului. Pe 1 mai 1764 Péter Zöld era trecut deja în Moldova, iar pe 7 mai i-a trimis din pasul Ghimeș o scrisoare arhidiaconului său în legătură cu o sumă de bani. În post-scriptum-ul scrisorii, Zöld a menționat că va pleca în apropiere de Bacău cu toți secuii din Comitatul Ciuc.
Consecința imediată a masacrului a fost emigrarea a numeroși secui în Moldova, unde au înființat sate noi, sau s-au alăturat comunităților de secui din Bucovina. Satele nou înființate au fost Istensegíts („Doamne ajută”) (Țibeni), Fogadjisten („Doamne primește”) (1776, Iacobești), Hadikfalva (Dornești), Józseffalva (1785, Vornicenii Mari), Andrásfalva (1786, Măneuți). În prezent, aceste sate fac parte din județul Suceava. Din toamna anului 1940 până în primăvara anului 1941, a avut loc repatrierea acestor secui bucovineni.
Alte sate înființate sau populate sunt Pusztina (Pustiana), Frumósza, Szépfalu (Frumoasa), Lészped (Lespezi), Szőlőhegy (Pârgărești), Magyarfalu (Arini), Lábnyik (Vladnic), Lujzakalagor (Luizi-Călugăra), etc. din actualul județ Bacău. Având în vedere faptul că terenurile cele mai bune erau deja ocupate, noii coloniști au trebuit să se limiteze la văile înguste ale râurilor și la zonele denivelate.

Biserica „Sfântul Ștefan Rege” din Pustiana, Bacău
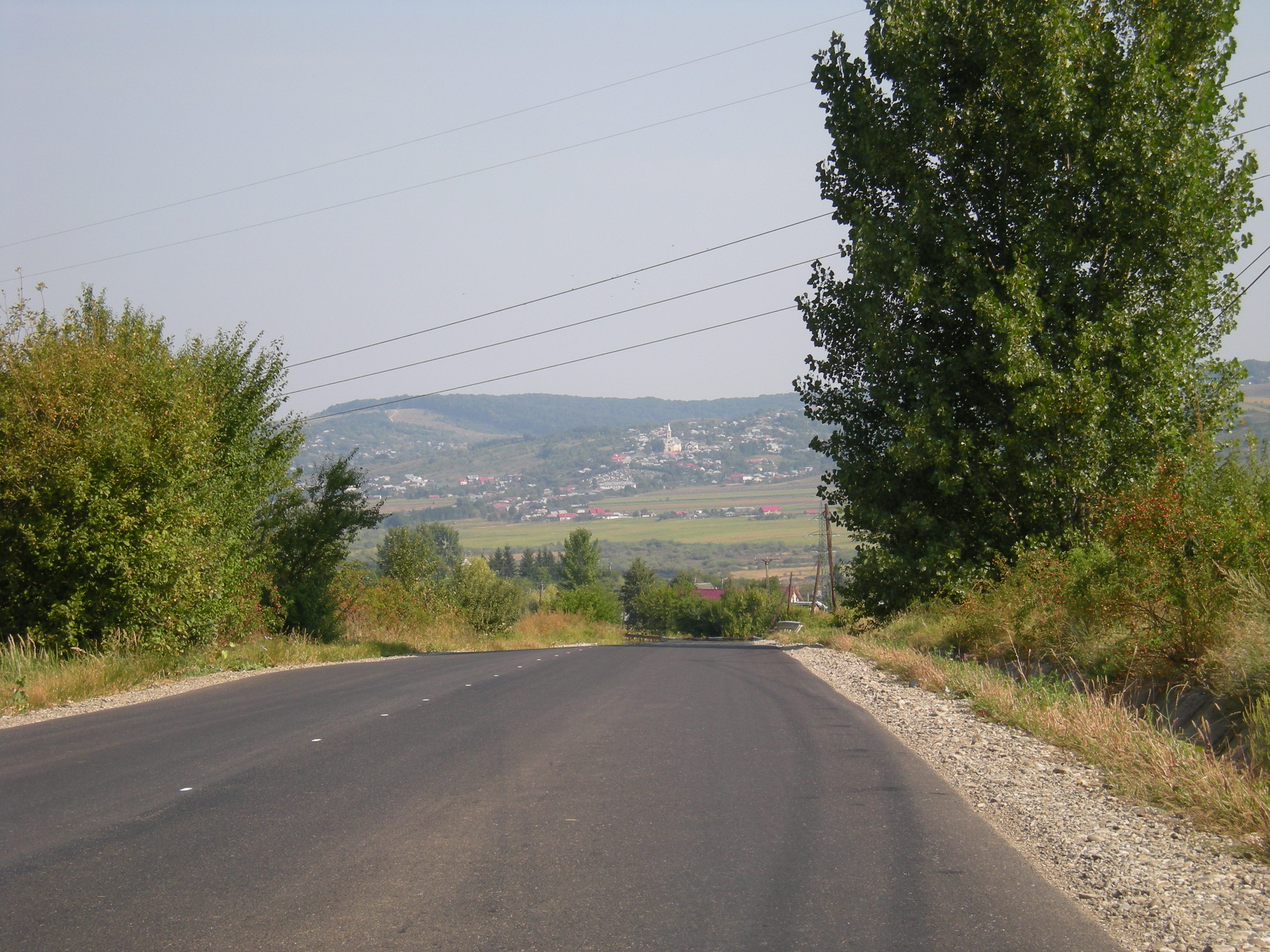
Satul Pustiana de la depărtare
Biserica „Sfânta Maria Regină” din Pârgărești, Bacău
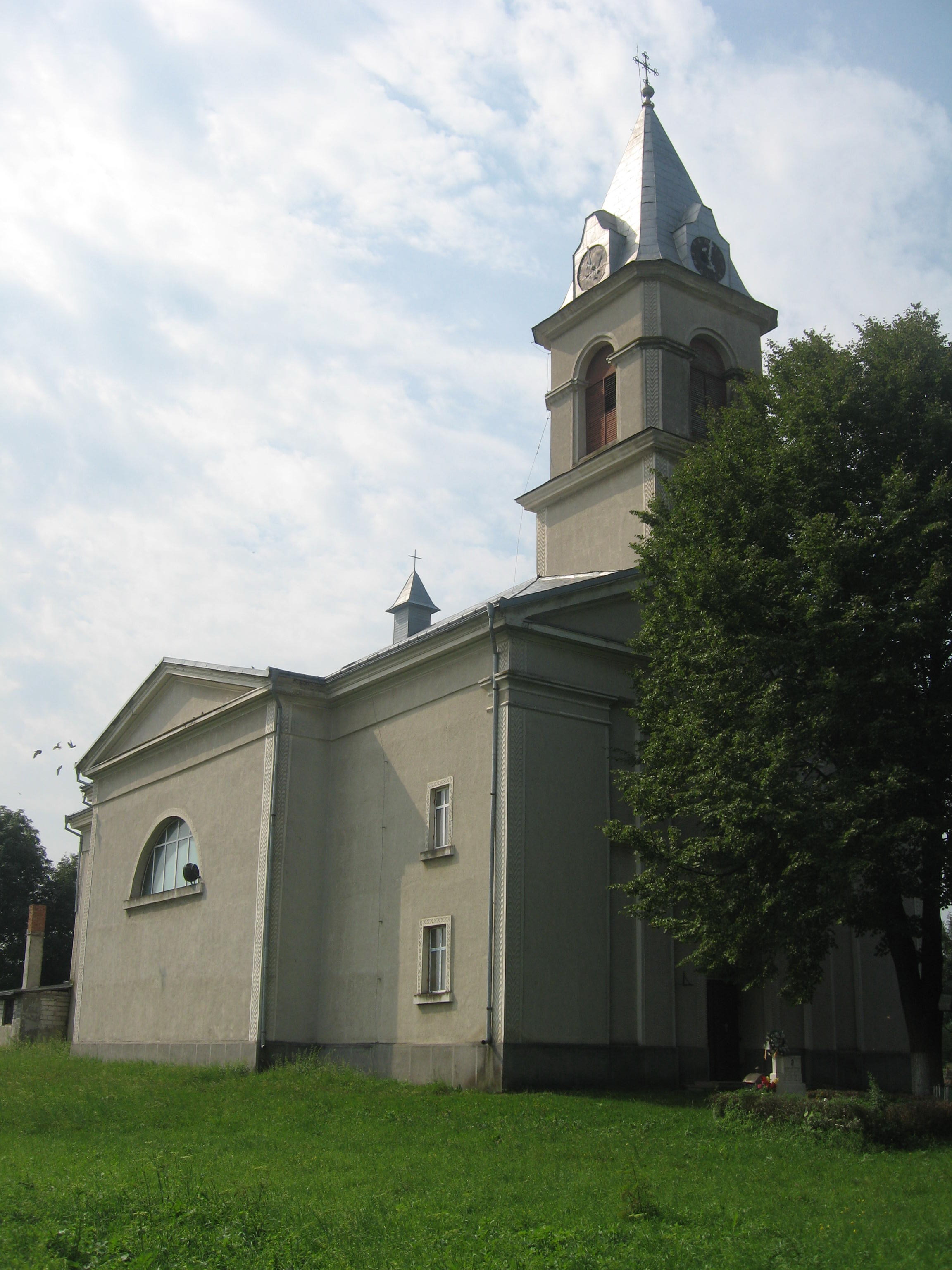
Fostă biserică romano-catolică din Dornești, Suceava
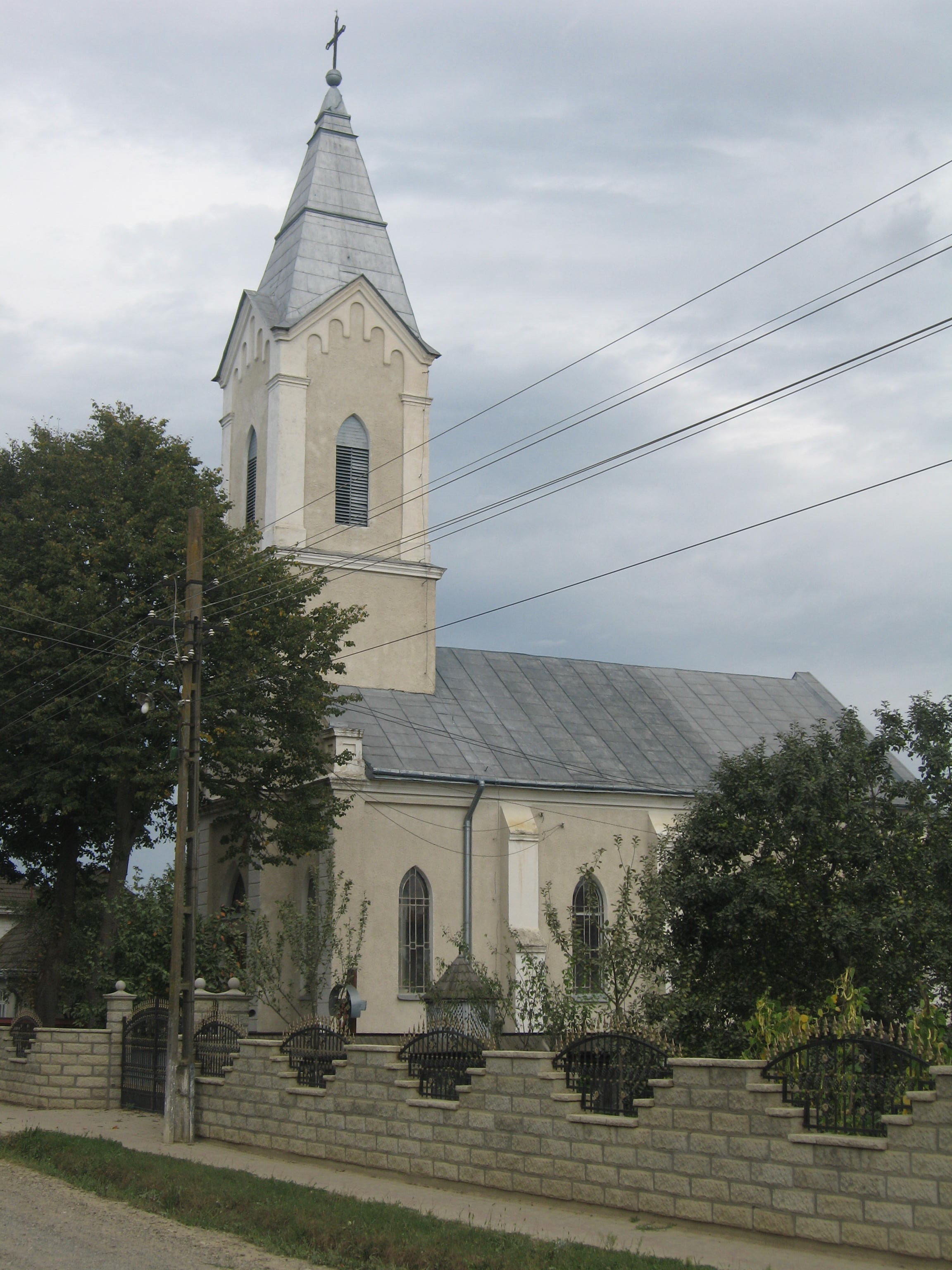
Biserica „Sfinții Mihail și Gavriil” din Măneuți, Suceava

## In memoriam

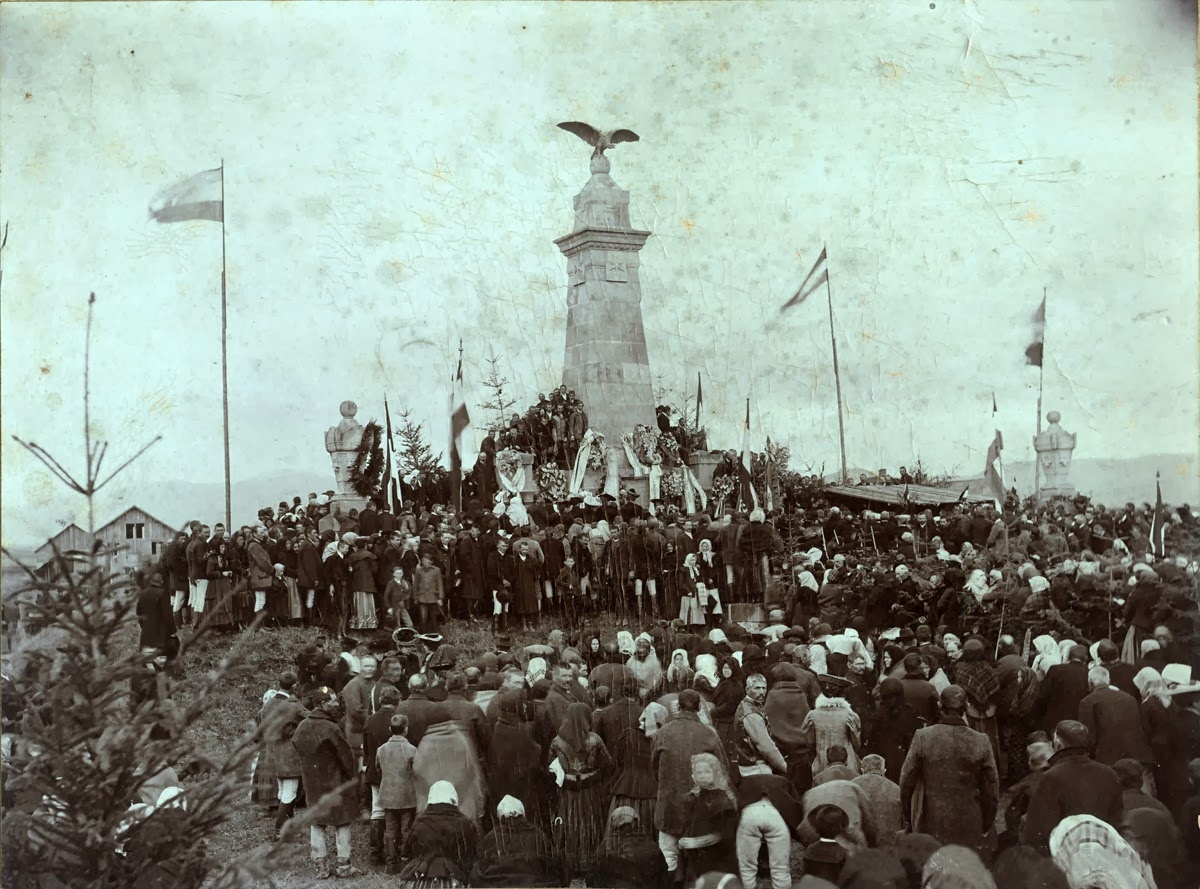
Inaugurarea monumentului la 8 octombrie 1905.

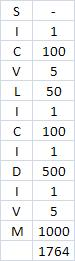
Cronogramă a termenului „Siculicidium” care formează chiar anul masacrului, 1764

Intenția ridicării unui monument în memoria evenimentului a fost formulată în anii 1860, însă procurarea fondurilor necesare s-a prelungit timp de mai multe decenii. În 1891 s-a înființat comisia pentru ridicarea monumentului, iar banii necesari s-au strâns prin colectă publică. În 1892 József Tamás, un arhitect originar din Miercurea Ciuc și stabilit la Budapesta, s-a oferit să realizeze gratuit proiectul. Lucrarea sa a fost aprobată de comisia națională a artelor peste doi ani. Piatra de temelie a monumentului a fost depusă la 10 mai 1898, iar până la sfârșitul anului s-a montat în vârf Pasărea Turul (pasăre din mitologia maghiară). Constructorul István Szász a fost cel care a executat proiectele lui József Tamás, iar Pasărea Turul a fost sculptată în piatră de Miklós Köllő (1861-1900), sculptor originar din Ciumani. Placa inscripționată, confecționată din marmură, este operă a meșterului din Budapesta Nándor Sánta. Ceremonia de dezvelire a monumentului a avut loc doar cinci ani mai târziu, pe 8 octombrie 1905, după achitarea integrală a costurilor monumentului.

## Veziși
- Ceangăi
- Secuii din Bucovina